# جينيستا أناضولية
الجينيستا الأناضولية (باللاتينية: Genista anatolica) نوع نباتي يتبع جنس الجينيستا من الفصيلة البقولية.

## الموئل والانتشار
موطنها مناطق بلاد الشام وتركيا وبلغاريا.